# Caliburn International
Caliburn International LLC ist ein US-amerikanischer Dienstleister mit Hauptsitz in Reston, Virginia und rund 7000 Mitarbeitern. Die Firma bietet technische, umweltbezogene und medizinische Lösungen für Logistikmanagement, Risikomanagement, Konstruktionsmanagement und Beratungstätigkeiten sowie medizinische und humanitäre Dienste an. Sie wird für die US-Regierung einschließlich des Verteidigungsministeriums und des Außenministeriums sowie für gewerbliche Kunden weltweit tätig. Das Unternehmen wurde von DC Capital Partners gegründet und wird derzeit von James Van Dusen, dem ehemaligen Finanzvorstand von Comprehensive Health Services, geleitet. Der Vorstand besteht aus den Generälen John F. Kelly, Anthony C. Zinni, Michael V. Hayden und den Admiralen Stephen F. Loftus und Kathleen Martin. Der pensionierte Admiral James G. Stavridis war zuvor im Vorstand und trat im September 2019 zurück. Caliburns Chief Strategy Officer und Executive Vice President für Unternehmensentwicklung ist der pensionierte Vizeadmiral Frank Craig Pandolfe.